# Pseudonymous remailer
Uno pseudonymous remailer o nym server, in contrasto con l'anonymous remailer, è un software Internet progettato per permettere di scrivere messaggi sotto pseudonimo sui gruppi Usenet e messaggi di posta elettronica sotto pseudonimo; a differenza degli anonymous remailer assegna ai propri utenti un nome utente e conserva un database di istruzioni su come recapitare i messaggi all'utente reale, con le istruzioni che coinvolgono solitamente la stessa rete dell'anonymous remailer network e proteggendo, quindi, la vera identità dell'utente.
Uno pseudonymous remailer primordiale in passato registrava abbastanza informazioni da tracciare l'identità degli utenti reali, permettendo a qualcuno di ottenerle, legalmente o meno, mentre adesso questa tipologia non è più comune.
David Chaum ha scritto un articolo nel 1981 in cui descriveva molte delle caratteristiche presenti negli pseudonymous remailer moderni.
Penet remailer, attivo dal 1993 al 1996, è stato uno pseudonymous remailer popolare.